# Número de Proth
Em teoria dos números, um número de Proth é um número da forma
{\displaystyle N=k\cdot 2^{n}+1}
onde {\displaystyle k} é um número inteiro ímpar positivo e {\displaystyle n} é um inteiro positivo tal que {\displaystyle 2^{n}>k}. São denominados em memória do matemático François Proth. Os primeiros números de Proth são
3, 5, 9, 13, 17, 25, 33, 41, 49, 57, 65, 81, 97, 113, 129, 145, 161, 177, 193, 209, 225, 241 (sequência A080075 na OEIS).
Os números de Cullen (números da forma n·2n + 1) e números de Fermat (números da forma 22n + 1) são casos especiais dos números de Proth. Sem a condição de que {\displaystyle 2^{n}>k}, todos os inteiros ímpares maiores que 1 seriam números de Proth.

## Primos de Proth
Um primo de Proth é um número de Proth que é um número primo. Os primeiros primos de Proth são
3, 5, 13, 17, 41, 97, 113, 193, 241, 257, 353, 449, 577, 641, 673, 769, 929, 1153, 1217, 1409, 1601, 2113, 2689, 2753, 3137, 3329, 3457, 4481, 4993, 6529, 7297, 7681, 7937, 9473, 9601, 9857 (OEIS: A080076).
A primalidade de um número de Proth pode ser testada com o teorema de Proth, que estabelece que um número de Proth {\displaystyle p} é primo se e somente se existe um inteiro {\displaystyle a} para o qual
{\displaystyle a^{\frac {p-1}{2}}\equiv -1{\pmod {p}}.}
O maior conhecido primo de Proth (em 2016) é {\displaystyle 10223\cdot 2^{31172165}+1}, que tem 9 383 761 dígitos. Foi encontrado por Szabolcs Peter no distributed computing project do PrimeGrid anunciado em 6 de novembro de 2016. É também o maior conhecido não-primo de Mersenne.